# Ameivula abalosi
Espèce
Synonymes
- Cnemidophorus abalosi Cabrera, 2012

Ameivula abalosi est une espèce de sauriens de la famille des Teiidae.

## Répartition
Cette espèce se rencontre dans les provinces de Formosa, de Corrientes, du Chaco, de Jujuy, de Salta et de Santiago del Estero en Argentine et au Paraguay.

## Étymologie
Cette espèce est nommée en l'honneur de Jorge Washington Ábalos.

## Publication originale
- Cabrera, 2012 : A new species of Cnemidophorus (Squamata, Teiidae) from the South American Chaco. Herpetological Journal, vol. 22, no 2, p. 123-131.